# Erlauzwieseler See
Der Erlauzwieseler See, auch Erlauzwieseler Stausee, Kurparksee Erlauzwiesel oder Erlauzwieseler Weiher ist ein Stausee bei Waldkirchen im Bayerischen Wald. Er liegt bei der Ortschaft Erlauzwiesel etwa 2,5 km östlich vom Ortskern Waldkirchens.

## Der Fischweiher
Im Jahr 1472 erwarb der Passauer Bischof Ulrich von Nußdorf das Mühlgericht zu Erlauzwiesel. Hier ließ er durch den Aufstau des Reichermühlbaches einen sechs bis sieben Hektar großen Fischteich anlegen. Der erste bekannte Weiherhüter Caspar Lang übte nach einer Urkunde des Jahres 1691 zugleich die Forst- und Jagdaufsicht aus und besaß das Schankrecht. Nach der Säkularisation in Bayern kam der Weiher in den Besitz des bayerischen Staates. Dieser ließ den Weiher 1806 ablassen und verkaufte das 21 Tagwerk große Grundstück an 21 Interessenten.

## Die Neuanlage
Seit 1962 plante die Gemeinde Ratzing die Anlage eines Sees zur Förderung des Tourismus. 1969/70 kaufte die Gemeinde ungefähr 15 Hektar der wenig ertragreichen Wiesenflächen. Noch vor der Eingemeindung Ratzings nach Waldkirchen im Jahr 1970 wurde der Weiher fertiggestellt. Dabei lief der Reichermühlbach am See vorbei und speiste ihn nur über eine Rohr-Stichleitung mit Frischwasser.
Am Ostufer des Sees wurde von der Firma Hein & Co seit 1972 ein Feriendorf errichtet. Dieser Ferienpark Jägerwiesen zählt 102 Gebäude in Form von Nurdach-Häusern und Flachdach-Bungalows.

## Der Kurpark
Mit dem Bau des Kurparks bemühte man sich um die Sanierung des Weihers, damit auch das Baden ermöglicht werden sollte. Der Zulauf durch den Reichermühlbach wurde geschlossen und 65.000 m³ Schlamm entfernt. Dann unterteilte man die Anlage in einen Vorteich und einen Hauptteich. In den Vorteich wird das Wasser aus dem wenig verschmutzten Schambach über den alten Triebwerkskanal eingeleitet. Der Vorteich hat bei einer Länge von 120 Metern eine Breite von 56 Metern, eine Oberfläche von 6.800 m² und ein Volumen von 4.000 m³. Die Verweildauer im Vorteich, während der sich Feinteile absetzen können, beträgt etwa acht Tage.
Das Wasser wird dann durch den Hauptdamm geleitet. Der Damm darf nicht betreten werden, um eine Veränderung der Filterwirkung zu vermeiden. Um den Teich, falls erforderlich, abzulassen, wurde ein Grundablass in den Hauptteich mit eingebaut.
Der Kurparkweg verbindet den Erlauzwieseler See mit der Stadt Waldkirchen. Das auffälligste Bauwerk am Ufer ist die Seebühne, Mittelpunkt für kulturelle Veranstaltungen jeglicher Art.